# Indochine (film)
Pour les articles homonymes, voir Indochine (homonymie).
Pour plus de détails, voir Fiche technique et Distribution.
Indochine est un film dramatique français réalisé par Régis Wargnier, sorti en 1992, avec, dans le rôle principal, Catherine Deneuve. Il reçoit de nombreux prix dont l'Oscar du meilleur film en langue étrangère et le Golden Globe du meilleur film en langue étrangère.

## Synopsis
Le film prend pour cadre historique l'Indochine française des années 1920 aux années 1950 à travers la saga d’une famille française coloniale exploitant des plantations d'hévéa, immergée dans le soulèvement de Vinh et la mutinerie de Yên Bái, en 1930, jusqu'aux accords de Genève de 1954 qui ont mis fin à la présence française en Indochine.
À l'intérieur de ce cadre se développe un triangle amoureux entre Éliane (Catherine Deneuve), cheffe de la riche famille, sa fille adoptive Camille (Linh Dan Pham), et un jeune officier de la marine française, Jean-Baptiste (Vincent Perez). Celui-ci trahit l'armée pour protéger Camille qui choisit le camp des nationalistes et communistes vietnamiens. Le chef de la Sûreté générale indochinoise, Guy Asselin (Jean Yanne), fait sans succès la cour à Éliane, tandis qu'Yvette (Dominique Blanc), l'ex-employée d'Éliane, essaie de le séduire.

## Fiche technique
- Réalisation : Régis Wargnier, assisté de Thierry Binisti, Philippe Charigot, Emmanuel Hamon et Jacques Cluzaud
- Scénario : Catherine Cohen, Louis Gardel, Erik Orsenna, Régis Wargnier et Alain Le Henry (non crédité)
- Photographie : François Catonné
- Montage : Geneviève Winding
- Musique : Patrick Doyle
- Direction artistique : Jacques Bufnoir, Errol Kelly
- Décors : Jacques Bufnoir
- Costumes : Pierre-Yves Gayraud, Gabriella Pescucci
- Son : Dominique Hennequin et Guillaume Sciama
- Producteurs : Jean Labadie, Éric Heumann
- Producteurs associés : Pierre Héros, Alain Vannier
- Producteurs exécutifs : Alain Belmondo, Gérard Crosnier
- Sociétés de production : Paradis Films, La Générale d'Images, BAC Films, Orly Films, Ciné Cinq, Centre national du cinéma et de l'image animée (CNC), Canal+
- Sociétés de distribution : BAC Films (France), Electric Pictures (Royaume-Uni), Sony Pictures Classics (États-Unis) TF1 Vidéo (DVD), Studiocanal (DVD)
- Pays d'origine : France, Viêt Nam, Malaisie
- Langue : français, vietnamien
- Format : couleurs (Eastmancolor) - 35 mm - 1,66:1 - son : Dolby Stereo
- Genre : film dramatique, film d'amour, film de guerre
- Durée : 160 minutes (2 h 40 min)
- Dates de sortie :
  - France : 15 avril 1992
  - France : 19 octobre 2016 (version restaurée 4K)

## Distribution
- Catherine Deneuve : Éliane Devries, héritière de la plantation familiale coloniale d'hévéa
- Vincent Perez : Jean-Baptiste Le Guen, lieutenant de vaisseau de la marine française
- Jean Yanne : Guy Asselin, chef de la Sûreté coloniale française
- Linh-Dan Pham : Camille, princesse vietnamienne, fille adoptive d'Éliane
- Dominique Blanc : Yvette, épouse de Raymond, contremaître de la plantation
- Éric Nguyen : Thanh, étudiant vietnamien revenu de France et devenu nationaliste vietnamien
- Carlo Brandt : Castellani, inspecteur corse de la police (Sûreté) coloniale française
- Jean-Baptiste Huynh (VF : Vincent Perez) : Étienne (adulte), fils de Jean-Baptiste et de Camille
- Nguyen Tran Quang Johnny : Étienne (bébé, baptisé peu après sa naissance « Étienne Marie Loïc » par son père, Jean-Baptiste)
- Hubert Saint-Macary : Raymond, contremaître de la plantation
- Henri Marteau : Émile Devries, père d'Éliane
- Gérard Lartigau : l'amiral
- Alain Fromager: Dominique
- Andrzej Seweryn : Hebrard
- Mai Chau : Shen
- Chu Hung : le mari de Sao
- Thibault de Montalembert : Charles-Henri
- Edgar Givry

## Production

### Financement
Éric Heumann, initiateur du projet, et lui-même petit fils d'un planteur de caoutchouc, produit le film pour un budget de 120 millions de francs. C'est lui qui contacte Régis Wargnier, qui à son tour prend attache pour le scénario avec Erik Orsenna, qui vient d'obtenir le prix Goncourt avec L'Exposition coloniale.

### Scénario
Le personnage d'Éliane Devries s'inspirerait de la figure de Mme de la Souchère, née Janie Bertin, seule femme à la tête d'une plantation d'hévéas dans l'Indochine française, qui ruinée après la crise de 1929 regagna la France en compagnie de ses enfants, à la veille de la Seconde Guerre mondiale.
Pour la scène d'interrogatoire de Jean Yanne à la Sûreté coloniale française, Régis Wargnier s'est inspiré du livre Indochine SOS d’Andrée Viollis.

### Tournage

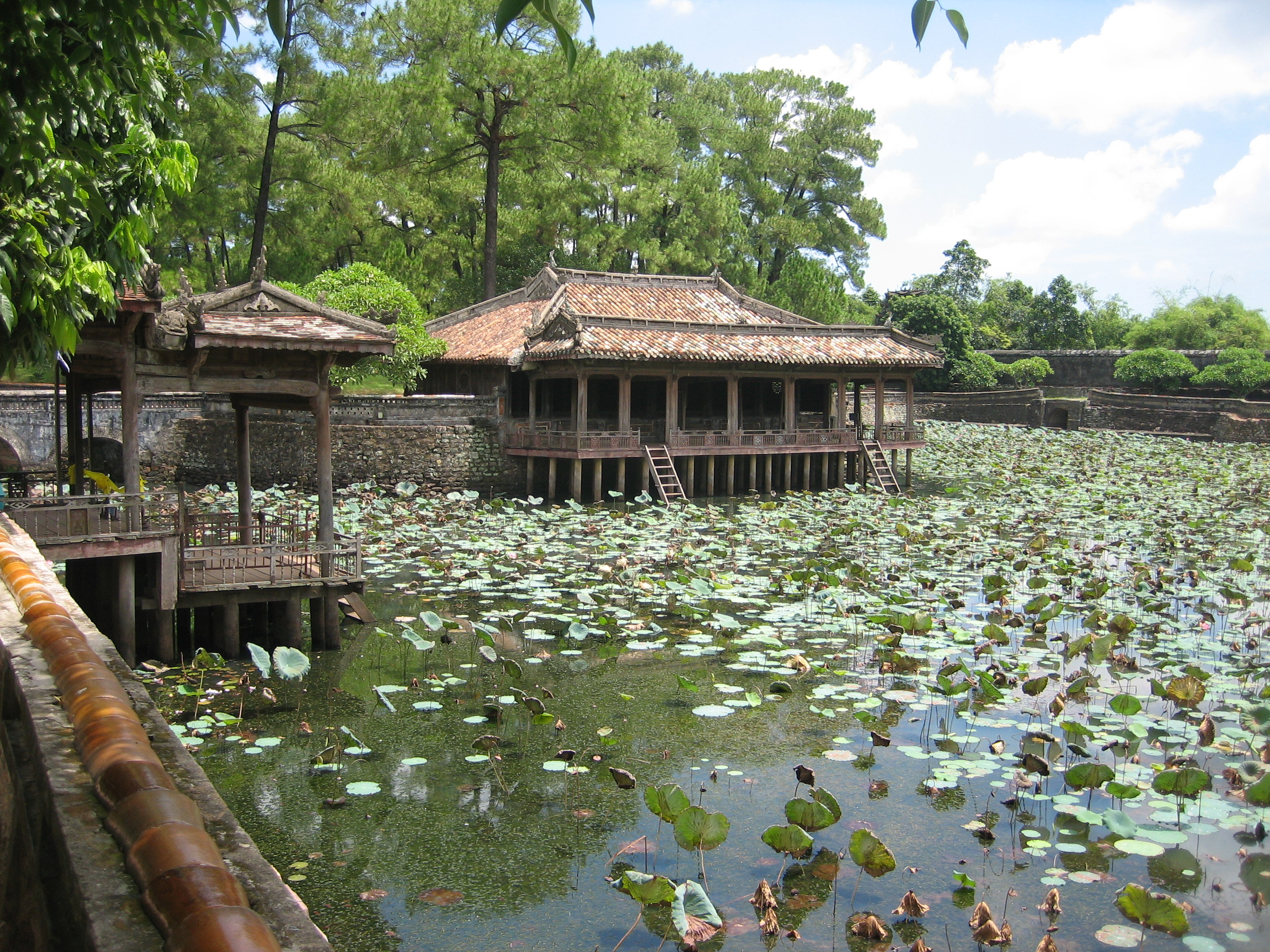
Le tête-à-tête entre Éliane et sa fille, avant le mariage de Camille, est tourné au tombeau de Tự Đức à Hué.

Outre les studios de Boulogne, le tournage est réalisé dans différents lieux : en Malaisie pour reconstituer la propriété d'Eliane (George Town et Ipoh), au Viêt Nam (baie d'Halong, Hué (Cité impériale), Tam Cốc) ou encore en Suisse (Lac des Quatre-Cantons, dans les extérieurs du Grand Hotel National Luzern de Lucerne et à Meggen). C'est le premier film français tourné au Viêt Nam depuis l'indépendance. L'équipe a pu s'inquiéter à tort de ne pas pouvoir obtenir toutes les autorisations de tournage.

### Musique
C'est en écoutant la musique du film Henry V que Régis Wargnier décide de confier la bande originale de son film à l'Écossais Patrick Doyle, compositeur presque débutant à l'époque. Cette collaboration se répétera pour cinq autres films.

## Box office
| Pays ou région    | Box-office        |
| ----------------- | ----------------- |
| France            | 3 198 663 entrées |
| États-Unis        | 1 400 000 entrées |
| Espagne           | 340 577 entrées   |
| Allemagne         | 151 262 entrées   |
| Russie            | 45 200 entrées    |
| Total hors France | ... entrées       |
| Total Monde       | 5 135 702 entrées |

## Récompenses et distinctions

### Récompenses
- César de la meilleure actrice : Catherine Deneuve
- César de la meilleure actrice dans un second rôle : Dominique Blanc
- César de la meilleure photographie : François Catonné
- César du meilleur son : Dominique Hennequin et Guillaume Sciama
- César des meilleurs décors : Jacques Bufnoir
- Prix Goya du meilleur film européen en 1993
- Oscar du meilleur film étranger
- Golden Globe du meilleur film en langue étrangère

### Nominations
- César du meilleur film
- César de la meilleure réalisation : Régis Wargnier
- César du meilleur espoir féminin : Linh-Dan Pham
- César du meilleur acteur dans un second rôle : Jean Yanne
- César de la meilleure musique écrite pour un film : Patrick Doyle
- César du meilleur montage : Geneviève Winding
- César des meilleurs costumes : Pierre-Yves Gayraud et Gabriella Pescucci
- Oscar de la meilleure actrice : Catherine Deneuve